# Nacionalidad saudí

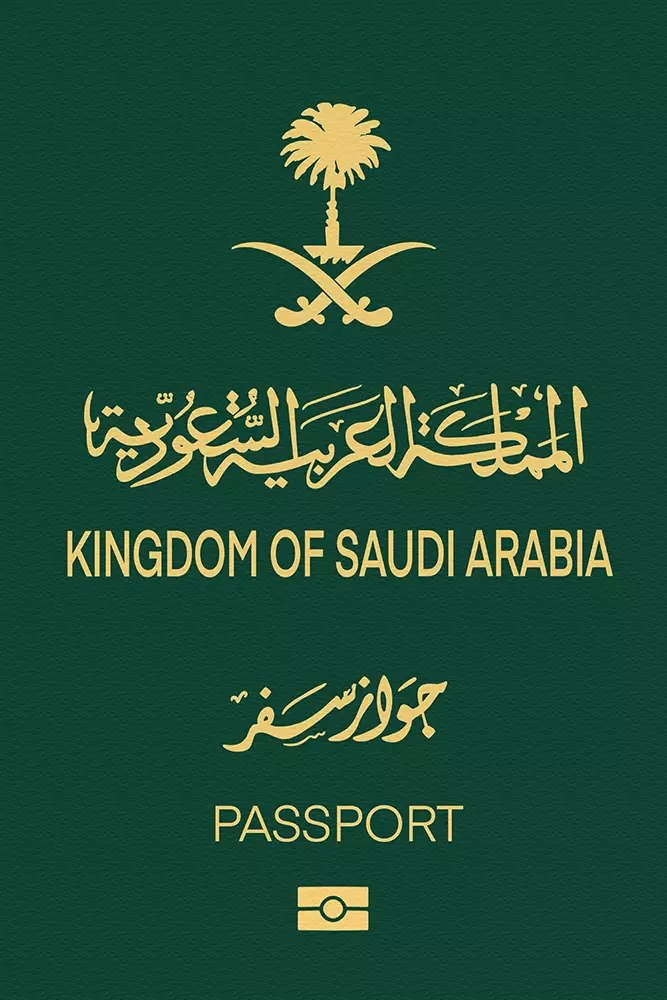
Pasaporte saudí

La nacionalidad o ciudadanía saudí es el vínculo jurídico que liga a una persona física con el Reino de Arabia Saudita y que le atribuye la condición de ciudadano. 
La ley de esta nacionalidad, oficialmente llamada Sistema de Ciudadanía saudí, determina la adquisición y pérdida de la misma.
Nadie —excepto el rey de Arabia Saudita— tiene derecho a:
- Otorgar la nacionalidad a una persona que no cumpla con las condiciones de naturalización (artículo 9 de la ley de nacionalidad).
- Retirar la ciudadanía de cualquier nacional saudí, a menos que esto se haga de conformidad con las disposiciones del artículo 13 de la ley de nacionalidad.

## Adquisición
Los términos a continuación tendrán los siguientes significados:
- Un «extranjero» es una persona que no es saudí.
- El término «menor de edad» también incluye a personas insanas.
- El «Reino de Arabia Saudita» incluye los territorios, las aguas territoriales y el espacio aéreo bajo soberanía saudí, así como los buques y aviones que lleven la bandera de Arabia Saudita.

### Por nacimiento en Arabia Saudita
Los niños nacidos en Arabia Saudita de padres desconocidos, obtienen automáticamente la nacionalidad saudí hasta que se conozcan las identidades de los progenitores. Se presume que estos nacieron en el Reino de Arabia Saudita hasta que se demuestre lo contrario.
Los niños nacidos en Arabia Saudita de ambos padres extranjeros, o de padre extranjero y madre saudí, no son considerados ciudadanos saudíes. También será considerada extranjera cualquier persona que haya nacido fuera del Reino de Arabia Saudita de padre extranjero con nacionalidad conocida y madre saudí.
Sin embargo, en el ya mencionado caso de los nacidos en Arabia Saudita de padre extranjero y madre saudí, estos tendrán derecho a adquirir la nacionalidad saudí dentro de un año después de haberse convertido en mayores de edad, si cumplen con las siguientes condiciones:
- Tener residencia permanente en Arabia Saudita.
- Ser de buena conducta y no haber sido castigado por un delito penal, o encarcelado por más de seis meses por un delito contra la moralidad pública.
- Hablar árabe con fluidez.

Antes de la década de 1970, cualquier persona que haya nacido en Arabia Saudita tenía derecho a la ciudadanía, incluidos los hijos de extranjeros. La misma debía solicitarse a la edad de 18 años, antes de cumplir los 19.

### Por ascendencia
Los niños nacidos de un padre saudí, o de un padre desconocido o apátrida y una madre saudí, son considerados ciudadanos saudíes. Esto se aplica independientemente del lugar de nacimiento.

### Por matrimonio
Una mujer extranjera que se casa con un hombre saudí, tiene derecho a la ciudadanía, siempre que renuncie a su nacionalidad extranjera.

### Por naturalización
Un extranjero puede solicitar la ciudadanía saudí si cumple con las siguientes condiciones:
- Ser mayor de edad.
- Por lo general, ser mentalmente competente.
- Residir legalmente en Arabia Saudita durante diez años de forma continua, incluidos cinco años como residente permanente.[nota 1]
- Generalmente, ser considerado de buena moral.
- No haber sido castigado por un delito penal, o encarcelado por más de seis meses por un delito contra la moralidad pública.
- Tener formas legales de ganarse la vida.
- Trabajar en una profesión que necesite el país.[3]
- Leer, hablar y escribir árabe con fluidez.[3]
- Perder su(s) nacionalidad(es) anterior(es).[4]

El primer ministro otorga la ciudadanía, basándose en la recomendación del ministro del Interior, el cual, en todos los casos, puede negarse a conceder la nacionalidad a los extranjeros que hayan cumplido con todas las condiciones de naturalización, sin dar explicaciones.
Las esposas de ciudadanos naturalizados tienen derecho a la ciudadanía saudí, y sus hijos menores se convierten automáticamente en saudíes si viven en el país, teniendo derecho a obtener la nacionalidad original de su padre dentro de un año después de convertirse en mayores de edad. Si los niños no viven en el país, siguen siendo extranjeros y tienen derecho a obtener la nacionalidad saudí al año de haber alcanzado la mayoría de edad. El ciudadano naturalizado puede presentar una solicitud de ciudadanía por separado para cualquier mujer que esté bajo su tutela legal.
En 2019, el rey de Arabia Saudita, Salmán bin Abdulaziz, emitió un decreto para permitir la naturalización de extranjeros distinguidos y creativos en varios campos (legal, médico, científico, cultural, técnico, deportivo, etc.) que beneficien al país, de acuerdo con el programa de desarrollo Saudi Vision 2030, que tiene entre sus principales objetivos reducir la dependencia de Arabia Saudita del petróleo, diversificar su economía y desarrollar otros sectores.
La ciudadanía saudí puede ser revocada por un decreto basado en la solicitud del ministro del Interior, a cualquier individuo que la haya adquirido por naturalización bajo las disposiciones de los artículos 8, 9 y 10 de la ley de nacionalidad, dentro de los primeros cinco años de su adquisición en los siguientes casos:
- El ciudadano naturalizado ha sido castigado por un delito penal o ha sido sentenciado a prisión por más de un año; o
- Ha estado comprometido o ha participado en alguna acción que perturbe la seguridad pública dentro del reino.

La nacionalidad saudí también puede ser revocada en cualquier momento, mediante un decreto basado en la recomendación del ministro del Interior y la aprobación del Consejo de Ministros, a cualquier persona que la haya adquirido por naturalización, si se demuestra que la misma fue obtenida basándose en engaños, mentiras o falsificando testigos, documentos o información.
Si una persona presentó documentos o testimonios falsos para adquirir (o renunciar a) la ciudadanía saudí para sí misma o para otros, y la aprobación del ministro del Interior fue emitida de acuerdo con estos documentos o testimonios falsos, será encarcelada por dos años o multada con 1 000 riyales saudíes como máximo.
La revocación de la nacionalidad saudí a un ciudadano naturalizado, también incluye el retiro de la misma a los individuos que la hayan adquirido a través de dicha persona, a menos que estos demuestren ser de buena conducta y no existan razones que impidan otorgarles la ciudadanía.

## Pérdida de la ciudadanía
La pérdida de la ciudadanía saudí puede ocurrir debido a una de las siguientes razones:
- Poseer un pasaporte de otra nación sin el permiso del primer ministro.[nota 3]
- Trabajar para el ejército de otro país sin el permiso previo del rey.
- Trabajar para el interés de otro país que se encuentre en estado de guerra con Arabia Saudita.
- Aceptar un trabajo en otro país o en una institución internacional y permanecer en ese trabajo a pesar de haber recibido una orden del rey para dejarlo.

La esposa de un hombre cuya nacionalidad ha sido retirada por alguno de los motivos anteriores, tendrá derecho a elegir la nueva ciudadanía de su esposo o seguir conservando su nacionalidad saudí. En caso de elegir la primera opción, puede restaurar su ciudadanía saudí si el vínculo matrimonial deja de existir. Por su parte, los hijos menores de edad, si no residen en Arabia Saudita, tendrán derecho a elegir la ciudadanía saudí cuando sean mayores de edad.
Cuando un nacional saudí adquiere una ciudadanía extranjera, su esposa perderá su nacionalidad saudí si adquiere la nacionalidad de su esposo de acuerdo con la ley de esa nueva ciudadanía, a menos que ella decida dentro de un año a partir de la fecha en la que su esposo adquirió la nueva nacionalidad, que tiene la intención de mantener su nacionalidad saudí. Los niños menores de edad perderán su nacionalidad saudí si, de acuerdo con la ley de la ciudadanía adquirida por su padre, esta también se les otorga a ellos, y tendrán derecho a restaurar su nacionalidad saudí dentro de un año después de convertirse en mayores de edad.
Los ciudadanos saudíes no pueden renunciar a su nacionalidad sin permiso. Sin embargo, el Gobierno puede revocar la nacionalidad a una persona que constituya una amenaza terrorista, como en el caso de Osama bin Laden.

## Doble nacionalidad
La doble ciudadanía solo está permitida para los saudíes nacidos en un país extranjero que permita o conceda la nacionalidad por ius soli (derecho de suelo) y para las mujeres que se casen con un ciudadano extranjero. A los nacionales saudíes no se les permite adquirir una ciudadanía extranjera sin el permiso del primer ministro. Si se adquirió una ciudadanía extranjera sin este permiso, la persona será considerada saudí a menos que el Gobierno de Arabia Saudita revoque su ciudadanía saudí, de acuerdo con los términos del artículo 13: adquirir una ciudadanía extranjera sin el permiso del primer ministro; trabajar para el ejército de otro país sin el permiso previo del rey; trabajar en beneficio de un Gobierno extranjero durante una guerra con el Reino de Arabia Saudita o trabajar para un Gobierno extranjero u organización internacional a pesar de la orden del Gobierno saudí para dejar de hacerlo.

## Requisitos de visado

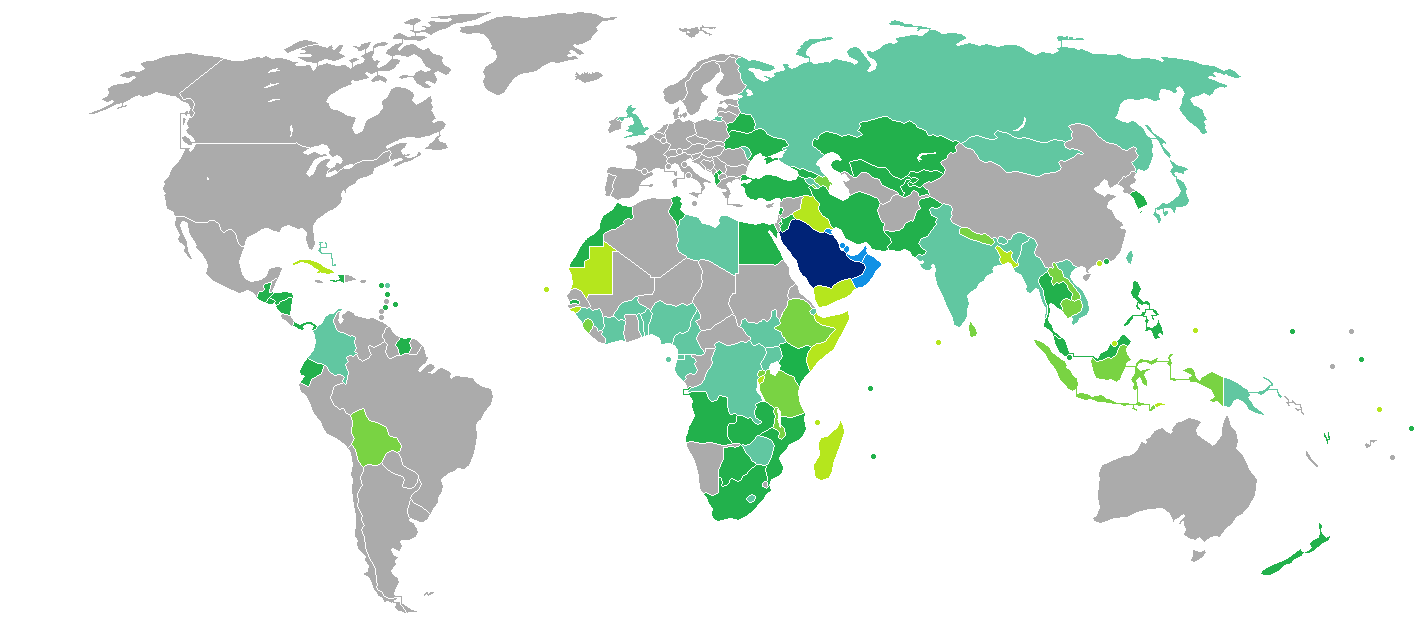
Arabia Saudita
Libre movimiento
No se requiere visa
Visa a la llegada
Visa electrónica
Visa disponible tanto a la llegada como en línea
Se requiere visa antes de la llegada

Los requisitos de visado para ciudadanos saudíes son las restricciones administrativas de entrada por parte de las autoridades de otros Estados a los ciudadanos de Arabia Saudita. En 2023, los ciudadanos saudíes tenían acceso sin visado o visa a la llegada a 85 países y territorios, clasificando al pasaporte saudí en el 61.º lugar del mundo, según el Índice de restricciones de Visa.